# Schizostoma laceratum
Schizostoma laceratum är en svampart som först beskrevs av Ehrenb. ex Fr., och fick sitt nu gällande namn av Joseph-Henri Léveillé 1846. Schizostoma laceratum ingår i släktet Schizostoma och familjen Agaricaceae.   Inga underarter finns listade i Catalogue of Life.